# Manchego Ciudad Real Club de Fútbol
El Manchego Ciudad Real Club de Fútbol fue un club de fútbol de Ciudad Real (España) fundado en agosto del año 2000 como continuador del histórico Club Deportivo Manchego (1929-2000) y desaparecido en el año 2009. Desde su fundación hasta el año 2002 se llamó Manchego Club de Fútbol.
En la actualidad, el Club Deportivo Manchego Ciudad Real es considerado el continuador del Club Deportivo Manchego y del Manchego Ciudad Real Club de Fútbol.

## Historia
El 2000 fue un año muy triste para el fútbol de Ciudad Real por la desaparición del histórico CD Manchego en el mes de agosto.
A mediados de dicho mes, un grupo de aficionados liderados por Manuel Navarro García, último presidente del CD Manchego, deciden constituir una nueva sociedad que se presume sustituta de los azules, el Manchego Club de Fútbol, entidad que, presidida por el propio Manuel Navarro empieza una nueva vida en Segunda Autonómica, la última de las categorías de la Federación de Fútbol de Castilla-La Mancha. Vestidos con los mismos colores que su antecesor, camiseta azul con pantalón blanco y medias azules, la temporada 2000/01 es agridulce por cuanto se consigue ascender a Primera Autonómica como primer clasificado pero con la desdicha de perder a su presidente, fallecido, resultando la campaña 2001/02 insatisfactoria al ser cuarto y no poder alcanzar la Tercera División. Este objetivo se logra al término de la edición 2002/03 cuando se es primero. También en la temporada 2002/03 pasa a llamarse Manchego Ciudad Real Club de Fútbol debido a la fusión con los equipos juveniles que existían en Ciudad Real.
En la temporada 2003/04 se debuta en el Grupo XVIII de Tercera División siendo decimoquinto, puesto que mejorará en la edición siguiente 2004/05 cuando resulte séptimo y en la inmediata 2005/06 con la sexta plaza. Instalado plácidamente desde su atalaya del Estadio Municipal Rey Juan Carlos I, coqueto recinto remodelado profundamente entre 2005 y septiembre de 2006 y que es reinaugurado en el mes de octubre bajo el nuevo nombre, la temporada 2006/07 es discreta con el octavo puesto, mejorando ostensiblemente en la sesión 2007/08 con la quinta plaza y, por supuesto, en la edición 2008/09 cuando es tercero en Liga tras los pasos de C.D. Toledo y U.D. Almansa, consiguiendo promocionar para tratar de ascender a Segunda División B de España inserto en un desafío que no supera al ser eliminado en cuartos de final por la U.D. Los Barrios; 2-1 en la localidad gaditana y empate 1-1 en casa.
Finalizada la temporada, la mejor sin duda desde el punto de vista deportivo de su corta historia, el club ciudarrealeño presentaba a finales de julio un gran desfase en sus cuentas, debiéndose a la plantilla varias decenas de miles de euros que ocasionaron la correspondiente denuncia por parte de los afectados, trascendiendo la demanda a la RFEF, que tomó cartas en el asunto. 
El 25 de agosto de 2009 la Real Federación Española de Fútbol decretó el descenso administrativo a Primera Autonómica Preferente y comunicó oficialmente al club que no disputaría la temporada 2009/2010 en Tercera División pese a haber obtenido legítimamente su plaza tras acabar en tercera posición durante el ejercicio anterior. La RFEF alegó impago en las deudas contraídas por la entidad con algunos jugadores de temporadas pasadas que el club no pudo avalar en tiempo ni forma.
La junta gestora entra de inmediato en una profunda crisis, el expresidente Alejandro García denuncia caciquismo por parte de la Federación Regional al impedir que club y jugadores alcancen acuerdos para satisfacer los pagos de la deuda y, finalmente, sin nadie que se haga cargo de la sociedad y exponga sobre la mesa qué dirección tomar, la entidad desaparece abandonada a su suerte.
Ciudad Real, capital de la provincia del mismo nombre y con amplia tradición futbolística, de repente se quedaba sin su mayor representante por segunda vez en la década , uniéndose parte de los sufridos y conmocionados aficionados en un nuevo proyecto: el Club Deportivo Ciudad Real, fundado en 2009 y llamado desde 2016 Club Deportivo Manchego Ciudad Real. 
En febrero de 2011 el Tribunal Superior de Justicia admitió a trámite la demanda que la junta gestora de la entidad interpuso contra la decisión de la Real Federación Española de Fútbol de descenderlo de categoría.

## Estadio
Polideportivo Municipal Juan Carlos I, de Ciudad Real.
Este estadio fue remodelado recientemente pasando a llamarse "Juan Carlos I" en lugar de "Príncipe Juan Carlos".
Fue inaugurado en el año 1971, con el nombre de Polideportivo Príncipe Juan Carlos. El primer partido de fútbol oficial tuvo lugar el 5 de septiembre y enfrentó en Liga al Manchego y al Quintanar de la Orden, terminando con victoria del Manchego por 2-0, ambos goles obra de Salvi. 
En 1974 tuvo lugar la inauguración de la iluminación del terreno de juego. Tal acontecimiento se celebró con dos grandes partidos de fútbol. El 16 de agosto: Manchego, 2 - Wisla de Cracovia, 5. Dos días después: Peñarol, 1 - RCD Español, 0.
En abril de 2005 se derribó la tribuna principal para construir en su lugar un moderno graderío, más amplio y funcional, obra que fue finalizada a finales de agosto de 2006. En octubre del mismo año, en que fue reinaugurado oficialmente, cambió su nombre por el de Estadio Juan Carlos I. La nueva tribuna tiene una capacidad aproximada de 2.100 espectadores. En abril de 2015 se derribó la tribuna preferente sin que se haya construido otra en su lugar.

## Datos por temporada
| Temporada | División       | Categoría | Puesto  | Puntos | J  | G  | E  | P  | GF  | GC |
| --------- | -------------- | --------- | ------- | ------ | -- | -- | -- | -- | --- | -- |
| 2000-2001 | 2.ª Autonómica | 6ª        | 1.º/13  | 61     | 25 | 19 | 4  | 2  | 71  | 14 |
| 2001-2002 | 1.ª Autonómica | 5ª        | 4.º/19  | 66     | 35 | 19 | 9  | 7  | 74  | 44 |
| 2002-2003 | 1.ª Autonómica | 5ª        | 1.º/20  | 93     | 38 | 29 | 6  | 3  | 106 | 20 |
| 2003-2004 | 3.ª División   | 4ª        | 15.º/20 | 42     | 38 | 11 | 9  | 18 | 41  | 59 |
| 2004-2005 | 3ª División    | 4ª        | 7º/20   | 62     | 38 | 17 | 11 | 10 | 38  | 25 |
| 2005-2006 | 3ª División    | 4ª        | 6º/20   | 64     | 38 | 18 | 10 | 10 | 38  | 29 |
| 2006-2007 | 3ª División    | 4ª        | 8º/20   | 56     | 38 | 16 | 8  | 14 | 48  | 41 |
| 2007-2008 | 3ª División    | 4º        | 5º/20   | 64     | 38 | 17 | 13 | 8  | 51  | 31 |
| 2008-2009 | 3ª División    | 4ª        | 3º/19   | 65     | 36 | 18 | 11 | 7  | 63  | 40 |

## Palmarés
- 4 Campeonatos Diputación y 1 Campeonato Regional de la Copa Federación

### Trofeos amistosos
- Trofeo Puerta de Toledo: (4) 2002, 2005, 2007 y 2008
- Trofeo de la Uva y el Vino: (2) 2006 y 2007